# Amanita pelioma
Amanita pelioma (лат.) — гриб семейства мухоморовые (Amanitaceae). Включён в подрод Lepidella рода мухомор.

## Биологическое описание
- Шляпка 2—9 см в диаметре, выпуклой, затем широко-выпуклой формы, с сухой, блестящей или влажной, покрытой мелкими бородавками и синевато-зеленоватыми чешуйками, серо-оливковой, серо-коричневой или беловатой, иногда почти белой поверхностью.
- Мякоть белого цвета, с запахом хлора.
- Гименофор пластинчатый, пластинки свободные, часто расположенные, серовато-оливкового, серовато-коричневатого или светло-коричневого цвета, иногда с оттенком фиолетового.
- Ножка 9—15,5 см длиной и 0,8—1,2 см толщиной, немного утолщающаяся к булавовидному или веретеновидному основанию, сухая, серо-оливкового или светло-серого цвета. Отличительным признаком вида является синеющее при повреждении, в верхней части покрытое синевато-зеленоватыми чешуйками основание ножки. Кольцо беловатого или светло-серого цвета, с возрастом часто разрывается и исчезает.
- Споровый порошок кремового, светло-коричневого или светло-серого цвета. Споры 8,8—15×5,5—10,1 мкм, амилоидные, эллипсоидальной или удлинённой формы.
- Пищевые качества гриба не изучены.

## Экология и ареал
Встречается одиночно или небольшими группами, в смешанных хвойных и широколиственных лесах, с июля по октябрь. Известен из юго-восточной части Северной Америки.

## Родственные виды
В ряд Cinereoconia также входят следующие виды:
- Amanita cinereoconia из Северной Америки;
- Amanita griseofarinosa из Японии;
- Amanita lutescens из Японии;
- Amanita vestita из Юго-Восточной Азии.